# Jonelle Allen
Jonelle Allen (18 de julio de 1944), es una actriz, cantante, y bailarina estadounidense.
Nacida en Nueva York, Allen creció en Harlem entre los vecinos que incluían Duke Ellington, Sonny Rollins y Johnny Hodges, los cuales tuvieron una influencia en la elección de su carrera. Hizo su debut en Broadway a la edad de seis años en The Wisteria Trees, la adaptación de Joshua Logan de The Cherry Orchard protagonizada por Helen Hayes. De niña ha hecho apariciones en la televisión, como The Merry Mailman, organizada por Ray Heatherton.
Allen regreso a Broadway para Finian's Rainbow. Estuvo en el elenco de la producción original Off-Broadway de Hair y también apareció en George M! antes de recibir elogios de la crítica y una nominación a Premios Tony por Two Gentlemen of Verone. A pesar de su éxito, resultó ser su última aparición en Broadway hasta la fecha. 
Los créditos de Allen en películas se incluyen en Cotton Comes to Harlem, Hotel New Hampshire, y The River Niger, con lo que ganó un premio NAACP Image. Tuvo un papel regular en la serie dramática Dr. Quinn, desde 1993-97. Otras apariciones en televisión incluyen Barney Miller, The Love Boat, All in the Family, Trapper John, M.D., Hill Street Blues, Cagney and Lacey, ER, y Girlfriends. Interpretó a una presa lesbiana en la película para televisión en 1975 Cage Without a Key, protagonizada por Susan Dey.
Sus papeles más notables son Doreen Jackson en la telenovela de NBC Generations y Lucinda Cavender, una bruja vampiro en la película cómica de terror llamada The Midnight Hour. Antes de su papel de Doreen en Generations, Jonelle interpretó a una gerente de boutique Stacey Russell, en la telenovela de horario estelar de corta duración, Berrenger's.
Allen apareció como Florence Mills en Edinburgh Fringe. 
Trabaja en el Conservatorio de Artes en San Juan Capistrano.

## Filmografía
| Año  | Película                                   | Papel                                                | Notas                                                              |
| ---- | ------------------------------------------ | ---------------------------------------------------- | ------------------------------------------------------------------ |
| 1970 | Cotton Comes to Harlem                     | Secretaria                                           |                                                                    |
| 1970 | La Cruz y el Puñal                         | Bishop Deb                                           |                                                                    |
| 1972 | Come Back, Charleston Blue                 | Carol                                                |                                                                    |
| 1974 | Wide World Mystery                         | Eva                                                  | Episodio: 'Legacy of Blood'                                        |
| 1974 | Police Woman                               | Laurette Blake/Maxine                                |                                                                    |
| 1975 | Cage Without a Key                         | Tommy                                                |                                                                    |
| 1975 | Foster and Laurie                          | Jacqueline Foster                                    |                                                                    |
| 1975 | Barney Miller                              | Officer Turner                                       | Episode: 'Hot Dogs'                                                |
| 1975 | Police Story                               |                                                      |                                                                    |
| 1976 | The American Woman: Portraits of Courage   | Rosa Parks                                           |                                                                    |
| 1976 | The River Niger                            | Ann Vanderguild                                      |                                                                    |
| 1976 | Joe Forrester                              |                                                      | Episode: 'The Boy Next Door'                                       |
| 1978 | What's Happening!!                         | Love-is-Life                                         | Episodio: 'Rerun Sees the Light"                                   |
| 1978 | The Love Boat                              | Andrea Martin                                        | Episodio: 'Gopher the Rebel/Cabin Fever/Pacific Princess Overture' |
| 1978 | All in the Family                          | Marabel                                              | Episodio: 'Archie's Other Wife'                                    |
| 1979 | The White Shadow                           | Shelley                                              | Episodio: 'Airball'                                                |
| 1979 | Vampire                                    | Brandy                                               |                                                                    |
| 1980 | Brave New World                            | Fanny Crowne                                         |                                                                    |
| 1980 | Palmerstown, U.S.A.                        | Bessie Freeman                                       | Apareció en 11 episodios, 1980–1981                                |
| 1982 | Victims                                    | Maydene Jariott                                      |                                                                    |
| 1982 | Trapper John, M.D.                         |                                                      | Episode: 'Medicine Man'                                            |
| 1983 | Cagney and Lacey                           | Elizabeth Carter/Claudia Petrie                      |                                                                    |
| 1984 | Hill Street Blues                          | Linda Talbot                                         | Episode: 'The Count of Monty Tasco'                                |
| 1984 | Hotel New Hampshire                        | Sabrina                                              |                                                                    |
| 1985 | Berrenger's                                | Stacey Russell                                       |                                                                    |
| 1985 | The Midnight Hour                          | Lucinda Cavender                                     |                                                                    |
| 1986 | The Penalty Phase                          | Susan Jansen                                         |                                                                    |
| 1987 | The Hitchhiker                             | Sunny                                                | Episode: 'Made for Each Other'                                     |
| 1987 | Werewolf                                   |                                                      | Episode: 'Big Daddy'                                               |
| 1989 | Generations                                | Doreen Jackson                                       |                                                                    |
| 1992 | The Royal Family                           | Nina Martin                                          | Episode: 'The Big Stink'. Episode was never aired.                 |
| 1992 | Grave Secrets: The Legacy of Hilltop Drive | Madeline Garrick                                     |                                                                    |
| 1993 | Dr. Quinn, Medicine Woman                  | Grace                                                | Appeared in 106 episodes, 1993–1998                                |
| 1997 | The Eddie Files                            | Eddie's Music Teacher                                | Episode: 'Patterns: The Big Concert'                               |
| 1998 | Next Time                                  | Evelyn                                               |                                                                    |
| 1999 | Blues for Red                              | Dora                                                 |                                                                    |
| 1999 | Dr. Quinn, Medicine Woman: The Movie       | Grace                                                |                                                                    |
| 1999 | Twice in a Lifetime                        | Dr. Grace Grant-Heistings, M.D./Nurse Daisy Bradford | Episode: 'Healing Touch'                                           |
| 2000 | ER                                         | Debbie Marlin                                        | Episodes: 'Foreign Affairs' & 'Rescue Me'                          |
| 2001 | Flossin                                    | Viola                                                |                                                                    |
| 2002 | Strong Medicine                            | Connie                                               | Episode: 'Stages'                                                  |
| 2003 | Mr. Barrington                             | Mother Anne                                          |                                                                    |
| 2005 | As Seen on TV                              | Shauna                                               |                                                                    |
| 2007 | Girlfriends                                | Eleanor                                              | Episode: 'Operation Does She Yield'                                |
| 2008 | Float                                      | Madge                                                |                                                                    |